# De tiran (album Dag en Heidi)
De tiran is het vierde verhaal uit de reeks Dag en Heidi.  Het verhaal verscheen integraal in weekblad Ohee nummer 250 op 27 januari 1968. Het werd in 2014 in albumvorm uitgegeven door Saga als derde nummer in de Collectie Stribbel.  Het verhaal verscheen ook integraal in de zesde Kapoentjesomnibus alsook een ander Dag en Heidi-verhaal Het witte beeld.

## Personages
- Dag
- Heidi
- kapitein Sven
- Thor
- Olaf
- Kjell

## Verhaal
Dag en Heidi varen mee op het schip van hun pleegvader kapitein Sven. Bij een flinke storm waarbij ze een spookschip passeren loopt het schip lichte averij op. Na enkele dagen varen bereiken ze land, hetgeen hen de kans geeft de schade te herstellen. Op het strand vinden Dag en Heidi een lederen buidel gesloten door een kettinkje. Als Heidi de buidel opent, ontsnapt er een wolk die met een gemene lach wegvliegt. Niemand begrijpt er iets van en ze besluiten het rare voorval te vergeten. Heidi voelt echter dat iets of iemand op het eiland aanwezig is dat haar schijnt te roepen.
Als het gezelschap de volgende dag het eiland verder wil verkennen, draagt de kapitein op aan Thor om de kinderen te vergezellen. Als Thor valt en Dag wil hem gaan helpen, wordt Heidi weer geroepen door de mysterieuze stem. Die stem blijkt van een grote struise man met een lange zwarte baard te komen. Er gaat een onverklaarbare dwingende kracht van hem uit. Heidi kan zich niet verzetten als de man haar de hand reikt. Hij neemt het meisje mee naar zijn burcht.
Dag is inmiddels in paniek op zoek naar zijn zusje. Hij ontmoet Olaf, een eilandbewoner, die hem meeneemt naar zijn hut. Olaf vertelt Dag het hele verhaal van de man die Heidi met zich mee heeft genomen. De man heet heer Kjell en was vroeger de kasteelheer. Hij regeerde het eiland echter als een tiran. Olaf die toverkracht heeft, bracht Kjell in slaap en scheidde via een toverspreuk de goede en slechte ik van Kjell, stopte elk in een lederen buidel en begroef ze op het strand. Als een van de buidels zou worden geopend zou de bevrijde "ik" weer bezit nemen van zijn meester. Hoewel Olaf hoopt dat het de goede ik was die Heidi onwetend bevrijdde, blijkt het helaas de slechte ik te zijn die bezit heeft genomen van Kjell.
Dag en de rest van de scheepsbemanning besluiten hun krachten te bundelen met Olaf om Heidi te bevrijden en er voor te zorgen dat de goede ik van Kjell wordt gevonden. Uiteindelijk slagen ze na veel verzet en listigheden van Kjell in beide opdrachten. Als Olaf de goede ik van Kjell bevrijd en deze weer bezit neemt van zijn meester, komt de man langzaam tot inkeer.